# Catarismo
El catarismo fue un movimiento cristiano, considerado una secta herética por la Iglesia católica, que se desarrolló en la Europa Occidental de los siglos XII y XIII.

## Contexto historiográfico
Muchas fuentes historiográficas consideran que los cátaros eran dualistas, ya que, al igual que los gnósticos, creían que existían enfrentados un principio bueno y otro malo. Más específicamente, creían que lo material era una creación demoníaca y que Jesús era un ser espiritual creado por Dios. Consideraban que las almas habían sido arrastradas del cielo y transmigraban después de la muerte a un nuevo cuerpo. Solo tenían un sacramento, el consolamentum, que consistía en la imposición de las manos para recibir el Espíritu Santo.
 

Sin embargo, es un debate abierto dentro de la historiografía donde «el “catarismo” sigue siendo cuestionado por los heresiólogos de la actualidad (Biget y Fournié, Le "catharisme" en questions; Sennis, Cathars in Question).» Ahondando en esta línea Biget afirma que: 
«El catarismo se define como un concepto que supera la realidad doctrinal de la herejía y que se extiende a todos los sucesos acaecidos en el Languedoc durante los siglos XI, XII y XIII. El catarismo se impuso como una mitología romántica durante el siglo XIX, antes incluso de constituirse en tema de interés para la historiografía. Cuando la visión mitificada del medievo estaba ya constituida, se situó a los albigenses entre los mártires de la libertad, presentando sus doctrinas religiosas envueltas en un halo de esoterismo.»
Hubo tentativas de convertirlos con la predicación, con san Bernardo de Claraval en 1145 o con santo Domingo de Guzmán en 1207. En 1208 el papa decretó una cruzada contra los cátaros de Occitania en la que participaron nobles y obispos franceses. Tras el tratado de paz de 1229, la Iglesia católica continuó actuando con la Inquisición, provocando que los cátaros pasasen a la clandestinidad y desapareciesen a mediados del siglo XIV.

## Etimología
San Agustín de Hipona usó el término «cátaros» en el siglo V para referirse a una secta maniquea de África, cuyos miembros se consideraban puros (en griego: catharoi).
El monje renano Eckbert von Schönau dijo en un sermón de 1163 que a los herejes de Alemania se les llamaba cátaros, a los de Flandes piphles y a los de la Galia tisserands (tejedores). El término tisserands para los herejes galos se debía a que muchos de ellos ejercían ese oficio, al igual que san Pablo de Tarso, que tejía telas para tiendas de campaña.
Alain de Lille, un teólogo católico, escribió en Montpellier hacia 1200 una obra titulada De fide catolica, donde indica tres hipótesis sobre el origen del término cátaro: la primera es que vendría de casti, porque sus miembros se harían puros y castos; la segunda que vendría de catha, que significaría flujo, porque se decía que estaban fluidos por sus vicios (aquí Lille se confunde porque flujo en griego es katarroos); y la tercera sería porque derivaría de catus (gato) porque besarían el trasero de un gato (en el norte de Europa se decía que el diablo se encarnaba en gatos negros, por lo que era una forma de acusarles de rendir pleitesía al diablo).
En cualquier caso, los cátaros medievales jamás se definieron a sí mismos por ese nombre.
Jean de Chassanion en 1595, Jacques-Bénigne Bossuet en 1688, Jean Benoist en 1691 y Napoléon Peyrat en 1870 no los llaman cátaros, sino albigenses.
El término cátaro se popularizó mucho a partir de la publicación en 1848 de la obra Historia y doctrina de la secta de los cátaros o albigenses, escrita por el pastor de Estrasburgo Charles Schmidt.
El término albigenses empezó a usarse a partir de una misión de 1145 de san Bernardo de Claraval que le llevó a Toulouse y Albi, donde encontró dos tipos de herejes: los influidos por un monje que había colgado los hábitos,  llamado Enrique de Lausana, y los «tejedores que se llaman arios». También es posible que el término fuese llevado a la Isla de Francia por Constanza, hermana del rey, que asistió en 1165 a una reunión de juristas convocada por el obispo católico de Albi para rebatir a unos herejes de Lombers conocidos como «buenos hombres».
El término albigense pasó a ser, ya por el año 1200, sinónimo de hereje y las tierras con esas doctrinas (ya fuesen Gascuña, Toulouse, el condado de Foix o el Carcassès) fueron conocidas como tierras albigenses.

## Creencias

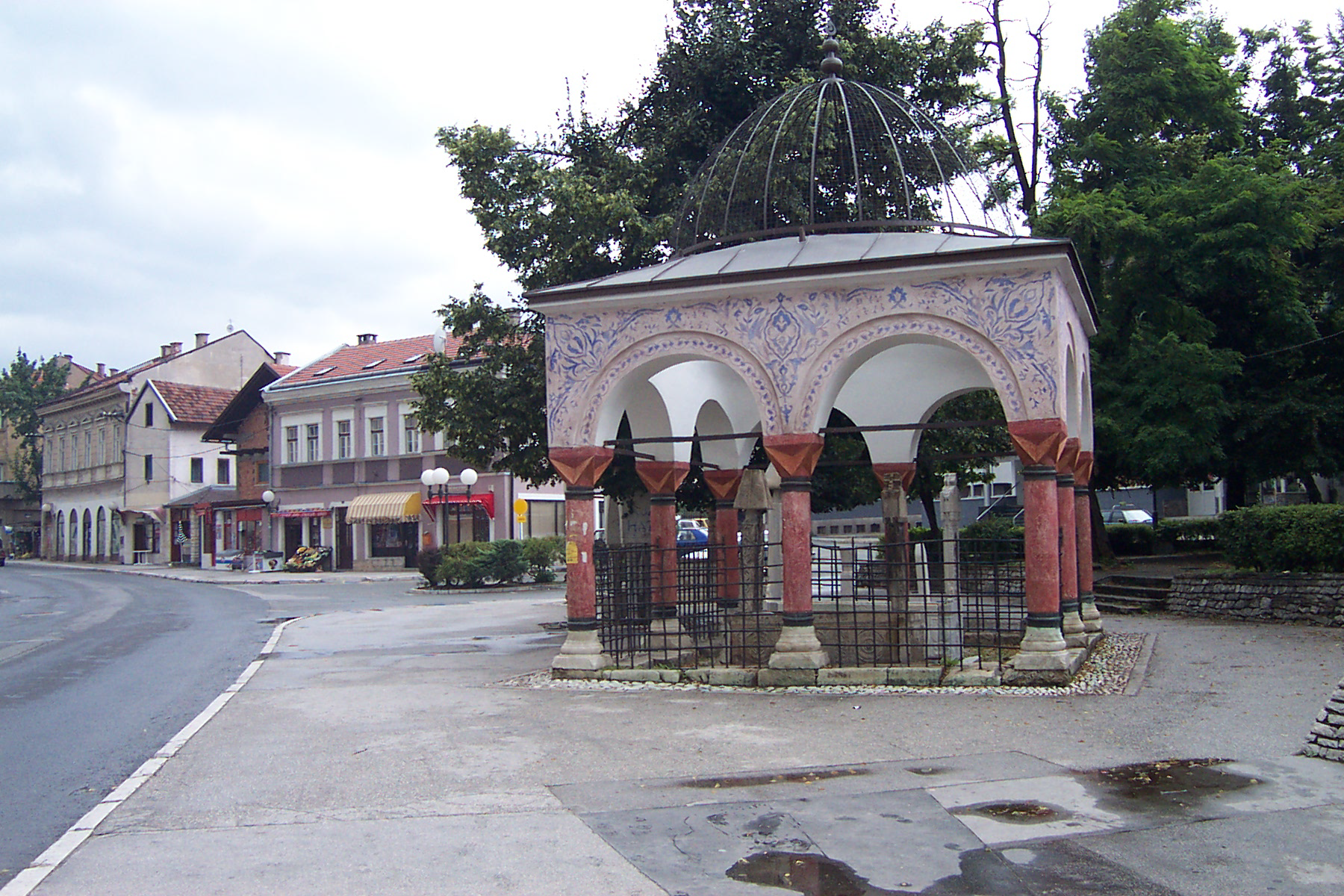
Antiguo templo bogomilo en Bosnia.

### Primeras reacciones ante los cátaros

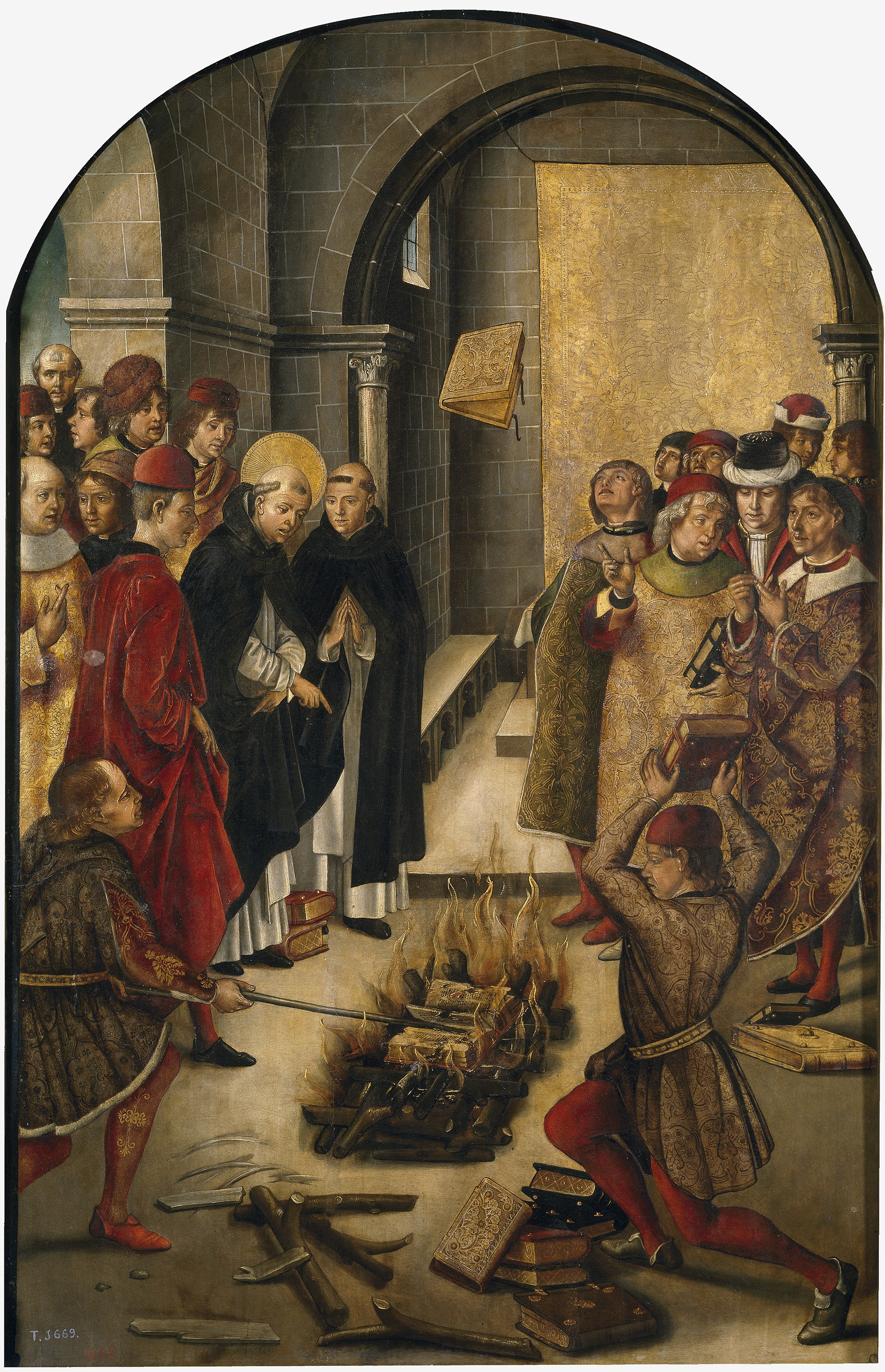
Santo Domingo y los albigenses, cuadro de Pedro Berruguete de entre 1491 y 1499 que se encuentra en el Museo del Prado de Madrid. Representa una leyenda que dice que se arrojaron dos libros a la hoguera, uno católico y otro cátaro, tras lo cual el católico se puso a flotar indemne mientras el cátaro fue consumido por las llamas.